# ThinkPad
ThinkPad est une gamme d'ordinateurs portables créée par Richard Sapper, à l'origine pour IBM et aujourd'hui commercialisée par Lenovo. Leur design sobre, de couleur noire est inspiré d'une boîte classique de cigares,,. Celui-ci n'a que peu changé depuis les premiers modèles.
Lenovo a racheté la division informatique personnelle d'IBM (IBM Personal Computer Business) et acquis la marque ThinkPad en 2005.
Réputés pour leurs performances, leur robustesse et leur solidité, les ordinateurs portables ThinkPad sont conçus avant tout pour le marché professionnel, mais sont également commercialisés auprès des particuliers et des étudiants. Les ThinkPad ont également été utilisés dans l'espace et sont les seuls ordinateurs portables certifiés pour une utilisation dans la Station spatiale internationale.[réf. souhaitée]

## Historique

Logo d'IBM.

IBM lança la gamme ThinkPad en 1992. Le nom ThinkPad provient de l'histoire et de la culture d'entreprise de la firme. Dans les années 1920 le slogan d'IBM, imaginé par Thomas J. Watson, était THINK!. Durant les décennies suivantes IBM distribuait à ses employés et ses clients des petits carnets de notes avec le slogan THINK! sur la couverture. Le nom ThinkPad fut suggéré par un employé, Denny Wainwright, qui avait un de ces petits carnets dans sa poche. Toutefois le comité d'entreprise d'IBM n'appréciait guère ce nom car à cette époque IBM avait pour habitude d'attribuer une appellation numérique à ses produits, cependant comme le nom ThinkPad était devenu populaire dans la presse il a été décidé de le conserver.

### Premiers modèles
Les trois premiers modèles de ThinkPad étaient les 700, 700C et 700T, lancés en octobre 1992. Le 700C était équipé d'un processeur cadencé à 25 MHz, d'un disque dur de 120 Mo et du tout premier écran couleurs TFT 10,4 pouces du marché. Ses dimensions étaient de 56 mm X 300 mm X 210 mm et son poids de 2,9 kilos. Il coûtait 4 350 USD.
Le TrackPoint, petit capuchon rouge situé au centre du clavier et faisant office de dispositif de pointage, permit l'utilisation d'un ordinateur portable dans un train ou un avion sans avoir besoin d'une souris.
Les premiers ThinkPad rencontrèrent un grand succès et remportèrent plus de 300 prix pour leur design et leur qualité.

### Design

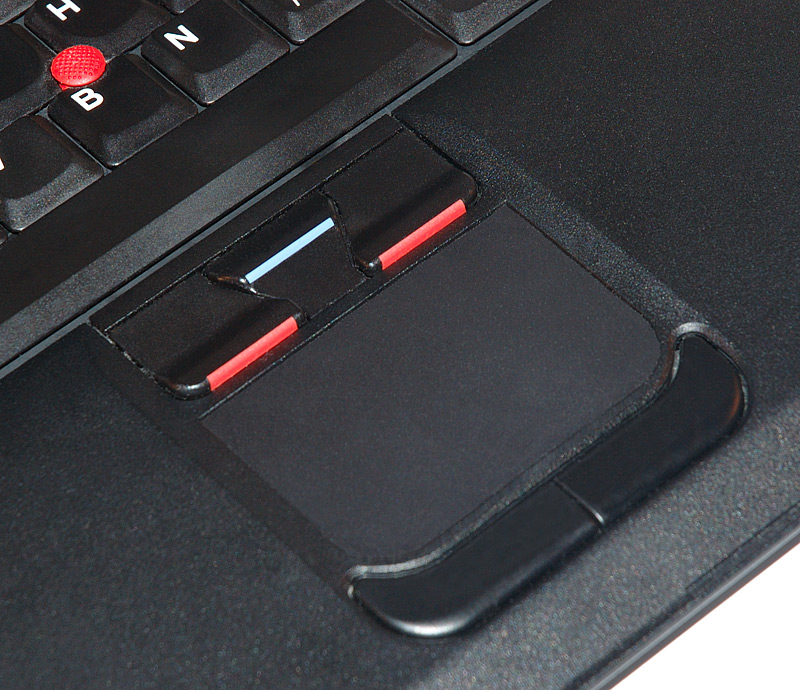
UltraNav, ensemble TrackPoint et TouchPad sur un R51.

Traditionnellement noire, la coque des ThinkPad est composée de magnésium, fibre de carbone renforcée ou encore de titane. La série ThinkPad a introduit de nombreuses innovations comme le système de pointage TrackPoint, la ThinkLight, une LED située au-dessus de l'écran destinée à éclairer le clavier, le système de protection active (Active Protection System), un accéléromètre permettant l'arrêt des disques durs en cas de chute, les charnières en acier, un lecteur biométrique d'empreintes digitales, le système de sécurité Client Security Solution, la suite d'utilitaires ThinkVantage et enfin un système d'évacuation des liquides renversés sur le clavier.
Le design original est le fruit de la collaboration entre le designer allemand Richard Sapper et Kazuhiko Yamazaki, membre du centre de design IBM de Yamato au Japon. Sapper proposa de s'inspirer d'une boîte classique de cigares, une forme rectangulaire simple, qui révèle une "surprise" et son contenu quand ouvert,,.

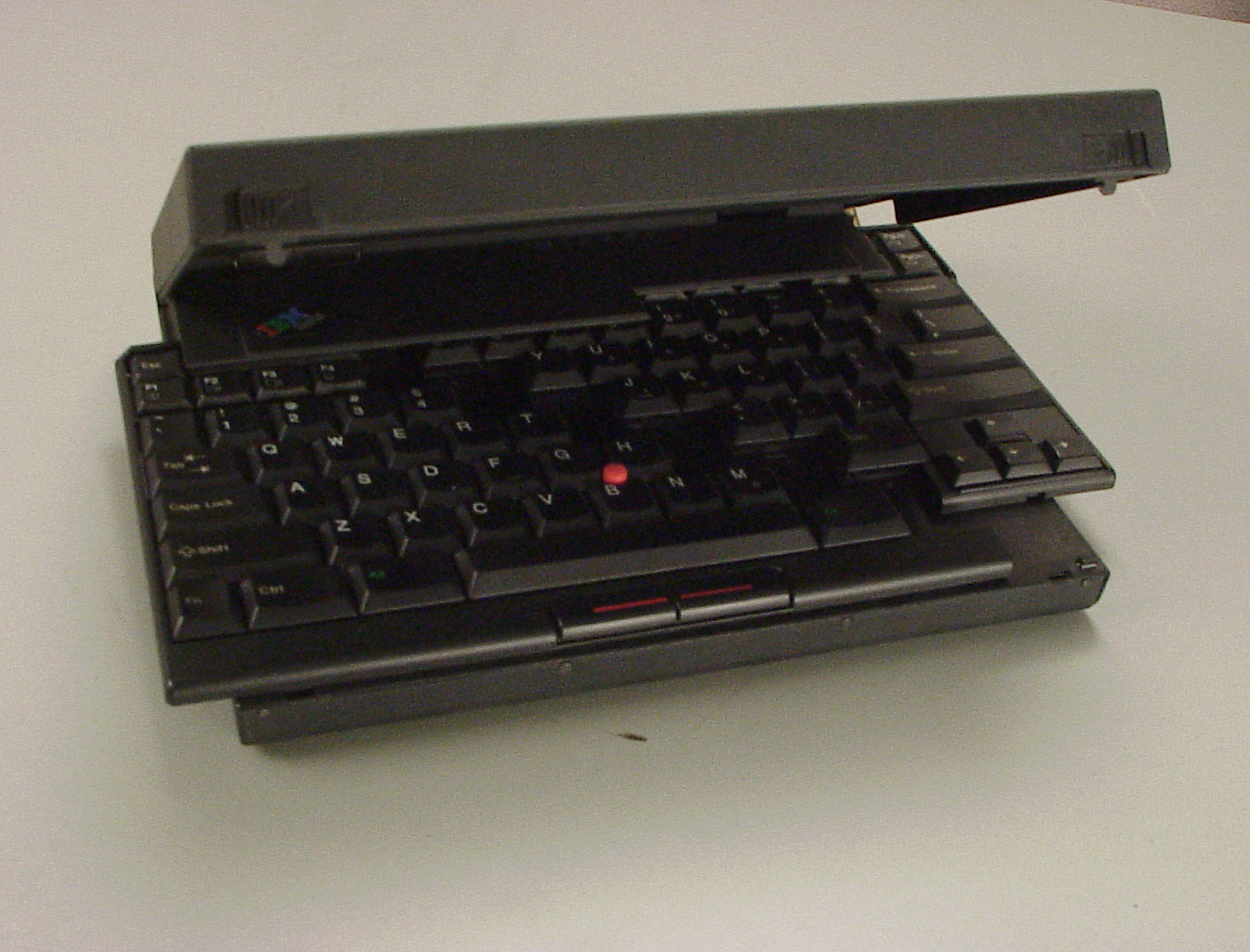
IBM ThinkPad 701 Butterfly 05.

La série 701 a introduit un clavier dépliable dit papillon. Celle-ci est considérée comme un chef-d'œuvre du design et est exposée au Musée d'art moderne et contemporain de New York. La série 760 comprend aussi un clavier inhabituel : celui-ci est surélevé par deux bras montés sur de petits rails en dessous de l'écran permettant ainsi l'inclinaison du clavier afin d'obtenir une ergonomie optimale.
Le 760CV comprend une autre bizarrerie de conception : l'écran peut être séparé du couvercle afin d'être utilisé avec un rétroprojecteur.

### Utilisation dans l'espace

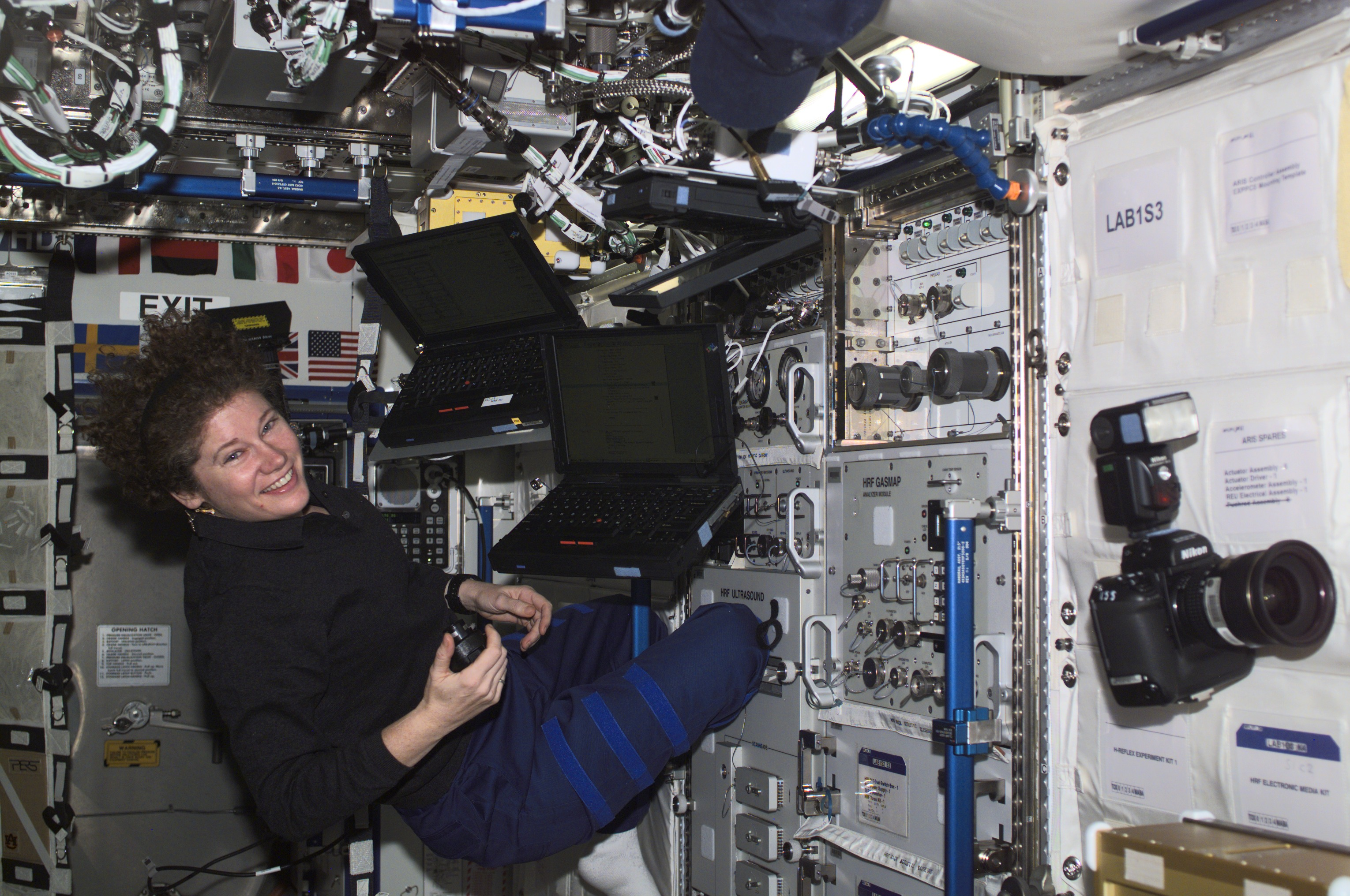
Susan Helms avec trois ThinkPad dans le laboratoire Destiny.

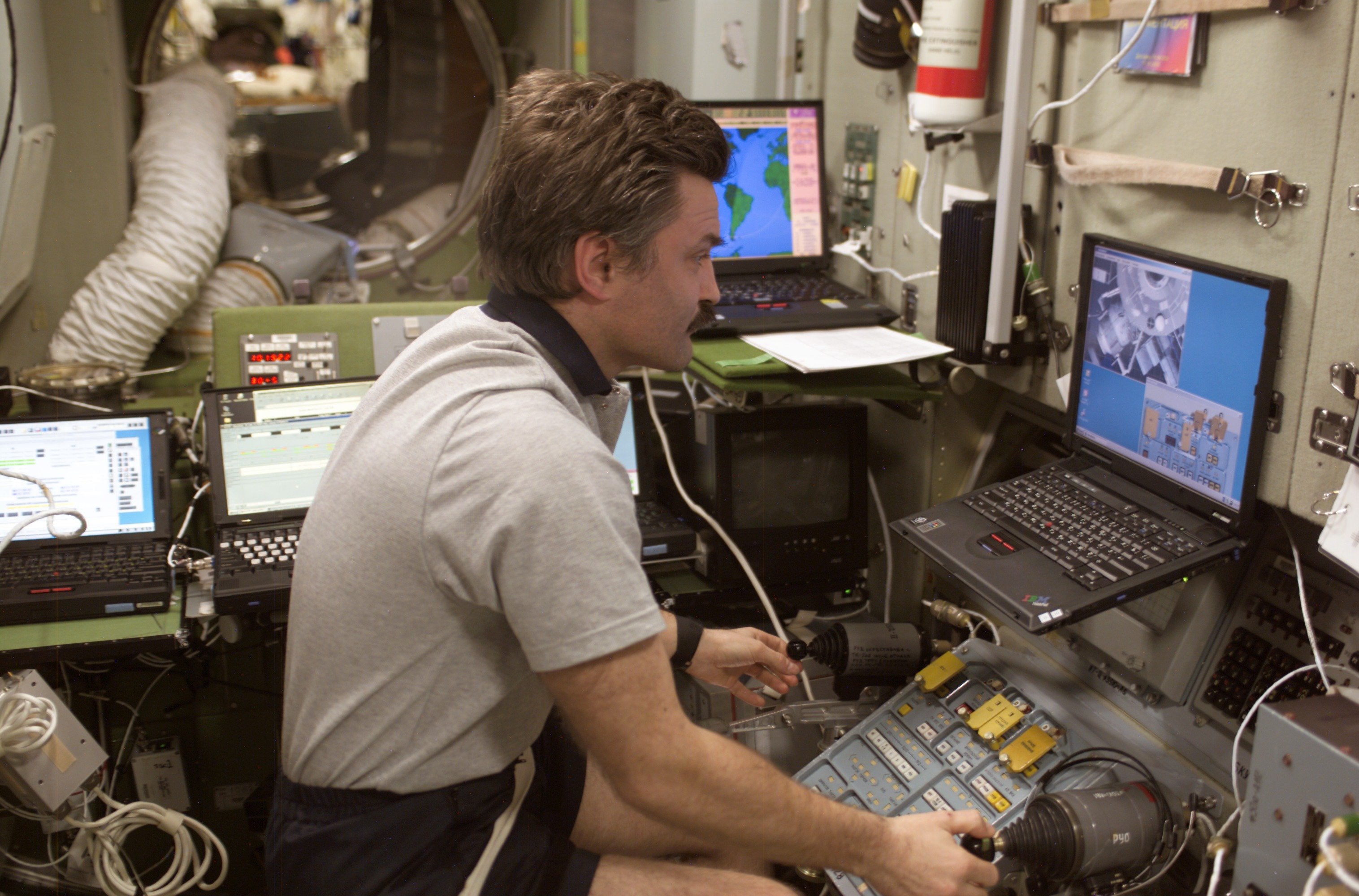
Plusieurs ThinkPad sont utilisés dans l'ISS, comme les 760, 770, et A21p.

La NASA a acheté plus de 500 ThinkPad 750 pour la qualification en vol, le développement de logiciels et l'entraînement des équipages.
Les ordinateurs portables utilisés dans la Station spatiale internationale ont été modifiés et améliorés en vue de l'environnement en apesanteur dans lequel ils doivent fonctionner. Ces modifications comprennent notamment des bandes velcro pour s'accrocher aux surfaces, une modification des ventilateurs nécessaire en raison du manque de gravité (l'air chaud ne monte pas) et de la faible densité d'air. Il fallait aussi un chargeur spécial fonctionnant sur le courant continu de 28 volts produit par la station.
Un ThinkPad 750 a embarqué à bord de la navette Endeavour lors d'une mission de réparation du télescope spatial Hubble le 2 décembre 1993. L'objectif du 750C était de lancer un programme de test de la NASA afin de déterminer si les rayonnements inhérents au milieu spatial pouvaient provoquer des anomalies dans la mémoire de l'ordinateur ou générer d'autres problèmes inattendus.
En 2006, un ThinkPad A31P était utilisé dans le module Message Service central de la Station spatiale internationale. Sept autres ThinkPad A31P étaient également en service à bord de la Station spatiale internationale. En 2010, la station spatiale a été équipée de 68 ThinkPad A31 ainsi que de 32 nouveaux ThinkPad T61p accompagnés d'un téléphone IP ayant des capacités de téléphone vidéo. Tous les ordinateurs portables de l'ISS sont connectés au réseau local de la station via Wi-Fi et sont aussi connectés à la Terre avec un débit montant de 3 Mbit/s et descendant de 10 Mbit/s[pas clair] (c'est-à-dire 0,375 Mo/s et 1,25 Mo/s).

### Lenovo ThinkPad

Logo de Lenovo.

En 2005, la société informatique chinoise Lenovo a racheté la division informatique personnelle d'IBM, devenant ainsi le 3e fabricant mondial d'ordinateurs (deuxième en 2011). C'est donc désormais Lenovo qui s'occupe de la conception et de la fabrication des ThinkPad. Le logo IBM a cependant été utilisé jusqu'en 2007, depuis les nouveaux modèles affichent seulement le logo ThinkPad.

### Dates clés

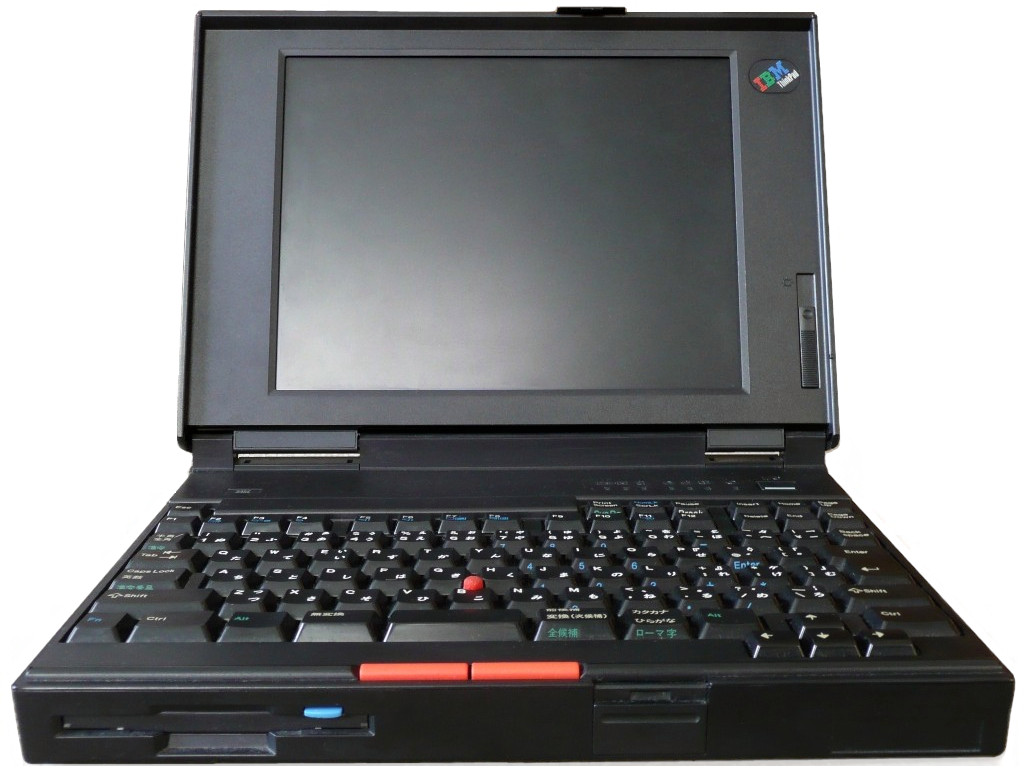
Un ancien ThinkPad 345C.

- 1992 : Lancement du ThinkPad 700C, premier ThinkPad avec un écran couleur (le premier IBM portable couleur étant le CL57-SX, de mars 1992).
- 1994 : Lancement du ThinkPad 755CD, premier ordinateur portable équipé d'un lecteur CD.
- 1995 : Apparition du ThinkPad 701 et de son fameux clavier "papillon".
- 1997 : Lancement du ThinkPad 770, premier ordinateur portable équipé d'un lecteur DVD.
- 1998 : Apparition de la ThinkLight (une petite LED au dessus de l'écran pour éclairer le clavier à activer avec une combinaison de touches (Fn + touche ThinkLight)).
- 1999 : Apparition des premiers ThinkPad ultraportables (1,3 kg), la série X.
- 2000 : Lancement de la série T, combinant mobilité et performances. 10 millions de ThinkPad vendus dans le monde depuis 1992.
- 2003 : Apparition du système de protection active (Active Protection System) qui permet la protection du disque dur en cas de choc ou de chute. 20 millions de ThinkPad vendus dans le monde depuis 1992.
- 2004 : Lancement des premiers ThinkPad équipés d'un lecteur d'empreintes digitales.
- 2005 : Lenovo finalise l'acquisition de la division informatique personnelle d'IBM. Lancement de la série Z, premiers ThinkPad disposant d'un écran large et orientés vers le multimédia.
- 2006 : Apparition des processeurs double cœurs sur les ThinkPad.
- 2007 : Le célèbre logo IBM coloré n'est plus utilisé par Lenovo.
- 2010 : Lancement de la série Edge bénéficiant d'un design radicalement différent et orientée plus grand public que les autres ThinkPad.
- 2017 : Sortie du ThinkPad 25 pour célébrer 25e anniversaire de la gamme.
- 2022 : Sortie du ThinkPad 30 basé sur le X1 Carbon Gen 10 pour célébrer le 30ème anniversaire de la gamme.

## Les séries ThinkPad

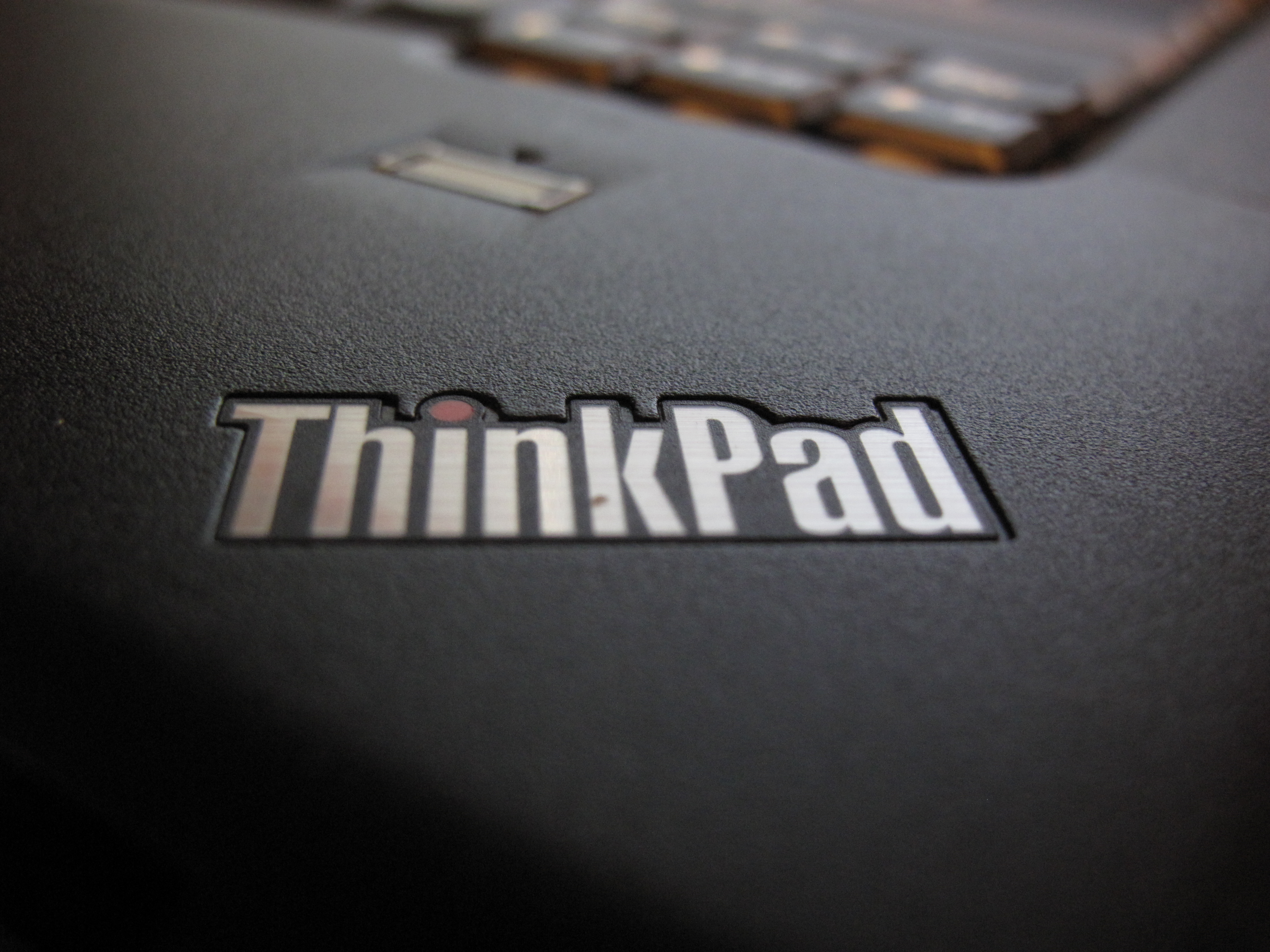
Nouveau logo ThinkPad.

- Série A : portables ayant pour but de pouvoir remplacer un PC de bureau, les performances sont haut de gamme.
- Série Edge/E : portables d'entrée de gamme ayant pour cible les étudiants, les écoles et aux petites entreprises.
- Série G : portables équipés de processeurs de PC fixes.
- Série L : milieu de gamme, successeur de la série R.
- Série P : stations de travail dotée de matériel très haut de gamme, remplace la série W.
- Série R : portables économiques sortis entre 2001 et 2008, prédécesseurs de la série L.
- Série T : mi-performance, mi-mobilité, caractéristiques haut de gamme.
- Série W : stations de travail mobiles très haut de gamme, successeur des versions "p" de la série T (comme le T60p ou T61p).
- Série X : ultraportables. Existe également en version Tablet PC avec écran tactile.
- Série Z : portables hauts de gammes équipés de matériel AMD disponible en 13 ou 16 pouces avec un design moderne.
- Série SL : entrée de gamme, absence de certaines caractéristiques ThinkPad comme la ThinkLight ou la coque en magnésium.
- Série Edge : design différent, orientation grand public. Tout comme la série SL certaines caractéristiques ThinkPad sont absentes.

## Dérivés Think
Les ThinkPad désignent les ordinateurs portables, d'autres produits dérivent du même nom, on a ainsi :
- ThinkBook : Ordinateurs portables a mi-chemin entre Lenovo IdeaPad et Lenovo ThinkPad, certaines caractéristiques de ces derniers sont absentes.
- ThinkCentre : ordinateurs de bureau
- ThinkStation : stations de travail
- ThinkServer : serveurs
- ThinkSystem : serveurs sous forme de racks.
- ThinkVision : écrans

## Les séries actuelles
Les modèles les plus récents :
Ces modèles sont conçus pour un usage professionnel.
- La série X : ThinkPad ultraportable haut de gamme.
- La série T : ThinkPad  haut de gamme.
- La série E (anciennement Edge) : ThinkPad entrée de gamme.
- La série L : ThinkPad  milieu de gamme.
- La série Yoga : Thinkpad 2-en-1
- La série P : Thinkpad plus orienté poste de travail.
- La série Hélix (aujourd'hui ThinkPad Tablet)
- La série Série 11
- La série A (Même chassis que la série T mais avec un processeur AMD)

### La série P
La série P a remplacé la série W. La série P est conçue pour les ingénieurs, les architectes, etc. Elle propose plusieurs options haut de gamme telles qu'un processeur Xeon ou un écran 4K.

#### P50
Le P50 a un écran 15 pouces.

#### P70
Le P70 a un écran 17 pouces.

#### P16
Le P16 est le remplaçant des P15 Gen 2 et des P17 Gen 2. Il utilise des CPU des gammes i5 à i9 (Aucun Xeon n'est disponible). Il bénéficie d'un écran 16/10 comme le W700/W701.